# Kalanchoe gastonis-bonnieri
Kalanchoe gastonis-bonnieri är en fetbladsväxtart som beskrevs av R.-hamet och Perrier. Kalanchoe gastonis-bonnieri ingår i släktet Kalanchoe och familjen fetbladsväxter. Inga underarter finns listade i Catalogue of Life.

## Bildgalleri

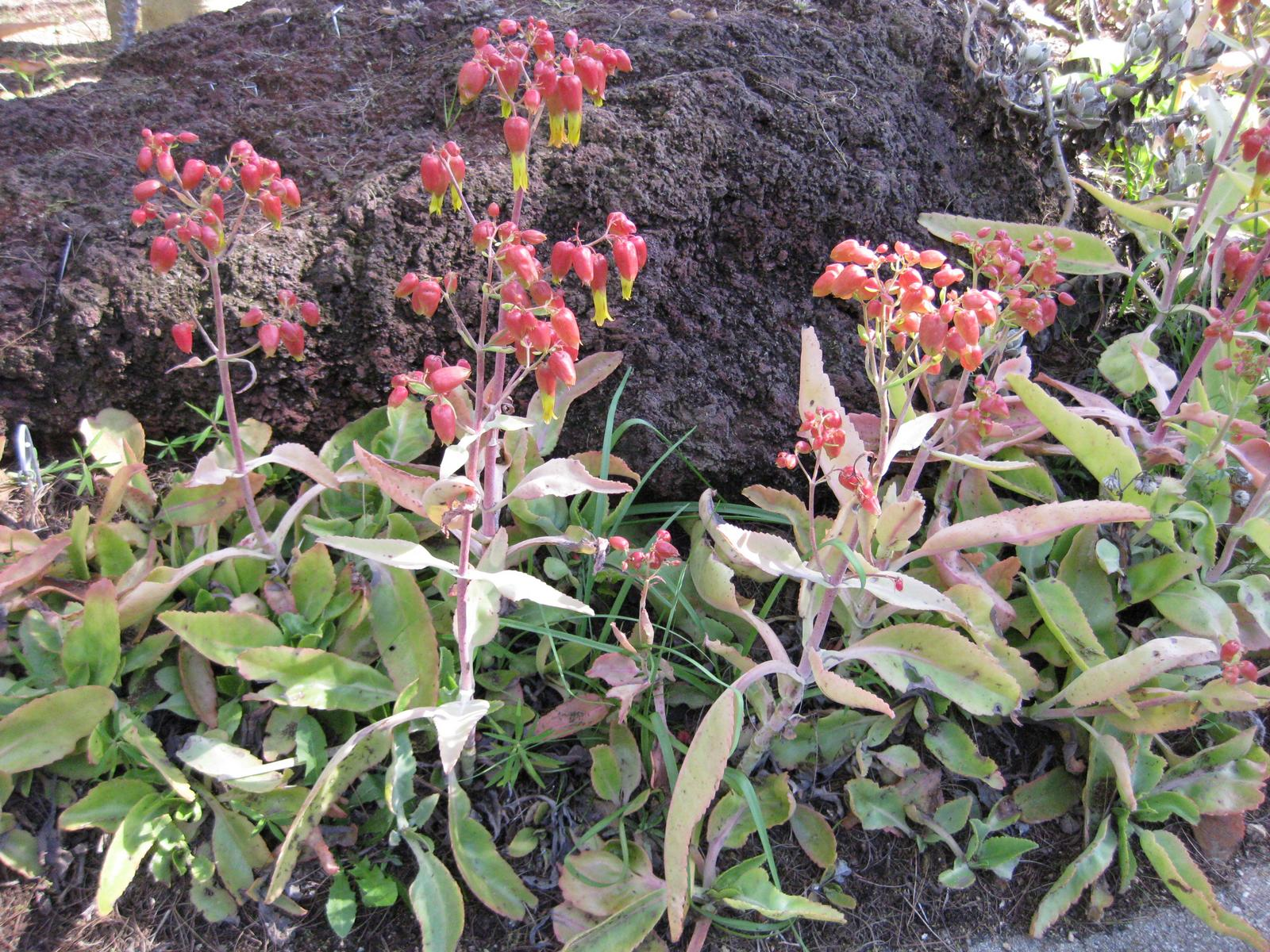
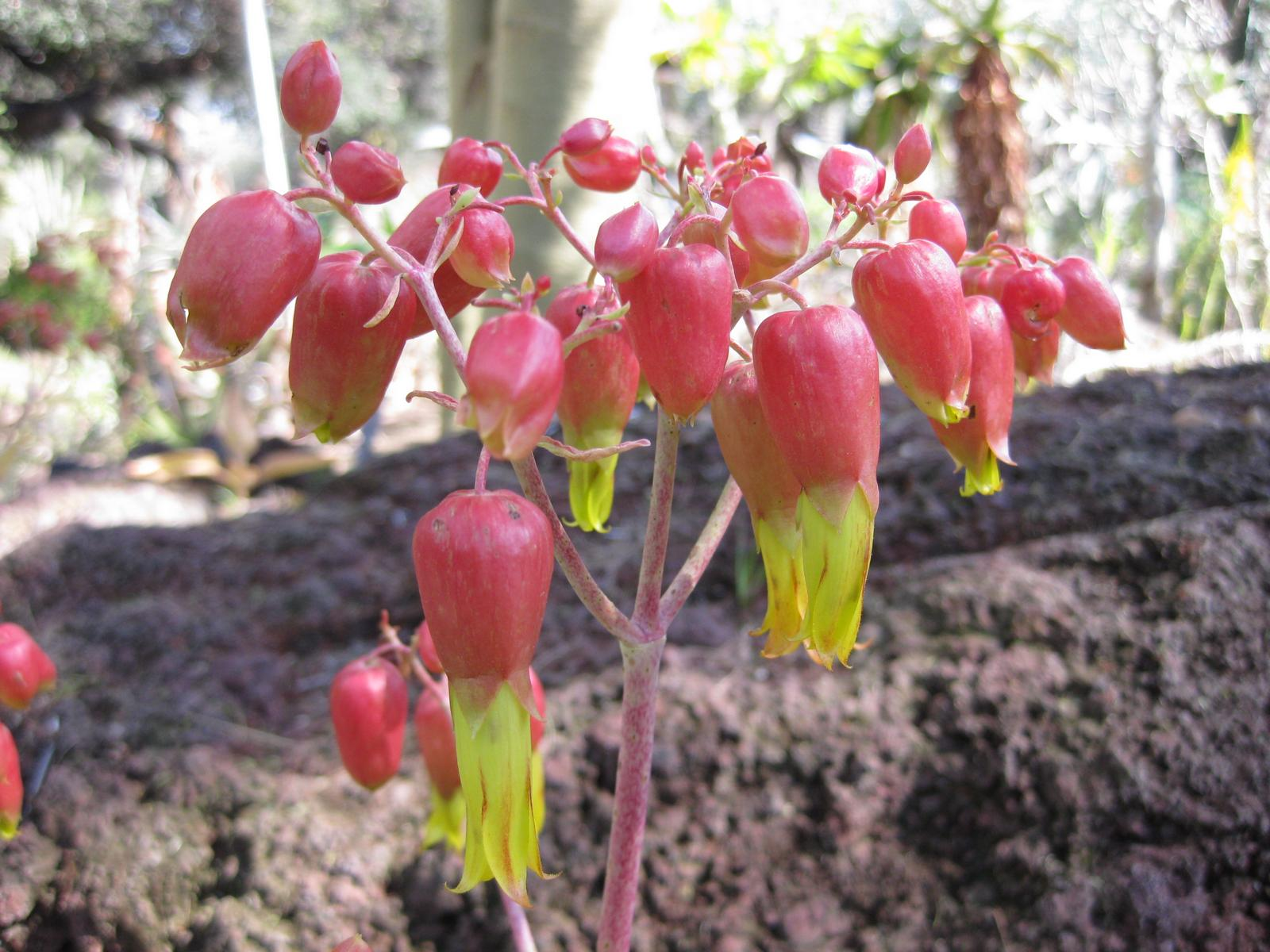